# マリーヴ・ヘリントン
マリーヴ・ヘリントン（Marieve Herington、1988年2月22日 - ）は、カナダのオークビル出身の声優、女優、歌手である。アメリカ合衆国のロサンゼルス在住。リンジィ・トーランス (Lindsay Torrance) 名義でも活動する。

## 略歴
オークビルで育ち、9歳の時にカナディアン・タイヤのCMに出演した。小さい頃から劇やテレビにも出演し、声優の仕事もしていた。ピアノを習っていたが、歌うことに夢中になり、地域のジャズバンドのメンバーとして活動した。
16歳の時にジャズバンド「マリーヴとミッドナイトブルース」を結成し、ジャズフェスティバルやイベントなどで演奏した。Jazz FM 91.1のJaymz Beeから連絡を受け、ファーストジャズアルバム『Blossoming』を制作、ユニバーサルミュージックグループなどから販売された。アルバムには英語と母国語のフランス語の楽曲が収録されており、多くはブロッサム・ディアリーの楽曲である。
トロント大学ではドラマを専攻する一方で、在学中から声優、ボイスオーバー、音声録音などの仕事をしていた。2009年のテレビアニメ『Pearlie』の収録期間中にロサンゼルスに移住し、当時は仕事のために両都市を行き来していた。
CBC Television放送の『Sesame Park』（『セサミストリート』のカナダ版）、ネルバナの『長くつ下のピッピ』、TVOの『Marigold's Mathemagics』にて、テーマソングを担当した。

## 出演
出典

### テレビドラマ
- In a Heartbeat[4]（2000年、ファミリー・チャンネル・ディズニー・チャンネル）Alice 役
- The Famous Jett Jackson[4]（2001年、ディズニー・チャンネル）Erin 役
- Evel Knievel[4]（2004年、TNT）Candy Striper 役
- La benediction（2008年）Ambre 役
- ジェネラル・ホスピタル（2009年、ABC）Pregnant Woman 役
- ママと恋に落ちるまで（2009年 - 2011年、CBS）Betty 役[3]
- ザ・ニュー・ノーマル（英語版）（2012年、NBC）Heather 役
- モダン・ファミリー（2012年、ABC）Chimney Sweep's Mom 役
- Tomorrow Maybe（2012年）Esther 役
- 西海岸捜査ファイル グレイスランド（2013年、USAネットワーク）Waitress 役
- グッドラック・チャーリー（2013年、ディズニー・チャンネル）Winnie 役[3]
- ベイビー・ダディ（英語版）（2014年、フリーフォーム）Ticket Taker 役
- ブログ犬 スタン（2015年、ディズニー・チャンネル）Gracie 役（声）
- RelationFixTM（2016年）Mary 役
- Pleasant Events（2016年）Penny Schneider 役
- Room 104（2017年、HBO）Reporter 役（声）

### アニメ
1990年代
- 小公女（1996年）
- 長くつ下のピッピ（1997年、Group Singers）
- フランクリン
- Dumb Bunnies

2000年代
- Girlstuff/Boystuff（2002年、Kimberley, Jenna）
- X-メン
- フラニーズ・フィート
- Delilah & Julius（2005年 - 2008年、Delilah Devinshire）
- Pearlie（2009年 - 2010年、Pearlie）
- ゲゲゲの鬼太郎（2009年 - 2011年、猫娘） - 2作品
- 北斗の拳（2009年 - 2011年、リン） - 6作品

2010年
- 宇宙海賊キャプテンハーロック（有紀螢） - 2作品
- 惑星ロボ ダンガードA（霧野リサ） - 3作品
- Robot Adventures with Robosapien and Friends（2010年 - 2011年、Wizard） - 2作品

2011年
- Yes!プリキュア5（夢原のぞみ）
- デジモンクロスウォーズ（ドロシー）
- 明日のナージャ（ナージャ・アップルフィールド） - 2作品
- 大空魔竜ガイキング（フジヤマ・ミドリ） - 3作品
- SF西遊記スタージンガー（オーロラ姫） - 3作品
- 花の子ルンルン（キャトー） - 2作品

2012年
- アイス・エイジ4/パイレーツ大冒険（Hyrax）

2013年
- 魔探偵ロキ（Harue Okabe）
- アルファ・アンド・オメガ（2013年 - 2017年、Claudette, Carney）※Lindsay Torrance名義 - 7作品

2014年
- シドニアの騎士（2014年 - 2015年、緑川纈）※Lindsay Torrance名義 - 2シリーズ
- ドックはおもちゃドクター（2014年 - 2017年、Waddly Penguin, Tavia）

2015年
- 七つの大罪（2015年 - 2017年、ビビアン） - 1シリーズ + 特別編
- Lily the Unicorn（Lily）
- エバー・アフター・ハイ（2015年 - 2016年、Brooke Page） - 4作品
- ミラキュラス・レディバグ（2015年 - 2016年）
- Disney Star Darlings（2015年 - 2016年、リビー）

2016年
- HUNTER×HUNTER（レルート）
- ラブライブ!（高坂穂乃果） - 2シリーズ
- ラブライブ!The School Idol Movie（高坂穂乃果）
- Charlotte（目時）
- Don Gato: El Inicio de la Pandilla / Top Cat Begins（Panther）
- ワンパンマン（戦慄のタツマキ）
- サイボーグ009VSデビルマン（エバ・マリア・パラレス）※Lindsay Torrance名義
- レゴ フレンズ〜ともだちキラキラ!ものがたり〜※Lindsay Torrance名義
- ロビンソン・クルーソー / The Wild Life（Kiki）※Lindsay Torrance名義
- Twinkle Toes Lights Up New York（Poppy）
- Shopkins: Chef Club
- トムとジェリー ショー（エレ）
- Whisker Haven Tales with the Palace Pets（2016年 - 2017年、Chauncey, Chancey）
- ライオン・ガード（2016年 - 2017年、ジーゴ,オゴパ）

2017年
- The New Adventures of Max（Honey, Pink Lipstick Bunny, Penguin）
- サン・オブ・ビッグフット (シェリー)）
- ちいさなプリンセス ソフィア（Humbelle）

2018年
- ミッキーマウスとロードレーサーズ (セレステ)
- ビッグシティ・グリーン (ティリー・グリーン)

2020年
- マギアレコード 魔法少女まどか☆マギカ外伝 (由比鶴乃)

### ゲーム
- タワー オブ アイオン（2009年）
- Heroes of Newerth（英語版）（2010年、URSA Devo, Sexy Librarian, Malice）
- ダンスセントラル（2010年 - 2012年、Miss Aubrey） - 3作品
- ダンガンロンパ 希望の学園と絶望の高校生（2014年、セレスティア・ルーデンベルク）
- エスカ&ロジーのアトリエ 〜黄昏の空の錬金術士〜（2014年、エスカ・メーリエ）
- Revolution 60（2014年、Amelia Melpomene）
- パワーレンジャー・スーパーメガフォース（2014年、スーパーメガフォースイエロー、マイティ・モーフィンピンク）※Lindsay Torrance名義
- シャリーのアトリエ 〜黄昏の海の錬金術士〜（2015年、エスカ・メーリエ）

## ディスコグラフィ
出典

### アルバム
- Blossoming（2006年）
- Midnight Sessions（2011年）※The Marieve Herington Band名義

### 歌手参加作品
- Toronto Launch Pad（2006年）
- Babes In Jazzland（2006年）